# 소닉 히어로즈
소닉 히어로즈(Sonic Heroes, ソニック ヒーローズ)는 소닉 팀이 개발한 콘솔 게임이다. 2003년 12월 18일에 대한민국에서 플레이스테이션 2로 최초로 발매되었으며 2003년 12월 30일 플레이스테이션 2, 엑스박스, 게임큐브 3기종으로 발매되었고, 이후 2004년 12월 9일에 PC판이 발매되었다.

## 등장 캐릭터
- 팀 소닉
  - 소닉 더 헤지호그
  - 마일스 "테일즈" 파우어
  - 너클즈 디 에키드나
- 팀 로즈
  - 에이미 로즈
  - 크림 더 래빗
  - 빅 더 캣
- 팀 다크
  - 섀도우 더 헤지호그
  - 루즈 더 뱃
  - E-123 오메가
- 팀 카오틱스
  - 벡터 더 크로커다일
  - 챠미 비
  - 에스피오 더 카멜레온

- 닥터 에그맨[1]
- 메탈 소닉[2]

## 스토리

### 팀 소닉
소닉은 사막을 달리던 도중, 테일즈와 만나게 된다. 테일즈는 에그맨의 도전장을 보여주면서, 어떻게 할까라고 소닉에게 묻는다. 소닉은 "그 도전을 받아주지."라고 말하면서 모험이 시작된다. 소닉은 불리엣 스테이션에서 에그맨을 물리쳤다고 생각했으나, 가짜 인형이었다. 그리고 가짜 인형으로부터, 조롱하는 목소리가 들린다. 가짜임을 뒤늦게 알게 된 소닉은 그린 포레스트로 향한다. 테일즈는 인형을 보면서, 이거 왠지 에그맨이 아닌 것 같다고 말한다.
마침내, 진짜 에그맨이 있는 기지인 에그 필트의 중심부인 파이널 포트리스에서 에그 엠페러를 물리침으로써, 막을 내린다.
게임의 목표는 일정 시간 안에 골 링에 도착하는 것. 난이도는 중급 정도로 스피드는 팀 중 최상급이다.
팀 블래스트는 소닉 오버 드라이브로, 맵 상의 모든 적을 파괴하고 팀 블래스트 게이지가 닳을 때까지 소닉으로 점프 중에 X키, 혹은 테일즈로 썬더 슛을 가하거나 너클즈로 파이어 덩크를 날릴 시 라이트 스핀어택을 발동한다. 라이트 스핀어택은 주위의 적에게 높은 대미지(일반 적들의 경우 대부분 1방이다)를 입히는 대신, 소닉으로 발동할 시 추락사의 확률이 높으므로 주의를 요한다. 팀 배틀 시에는 상대팀에게 대미지를 입힘과 동시에 마비효과를 일으킨다.

### 팀 다크
닥터 에그맨의 기지에 보물들이 있다는 정보를 얻은 루즈는 기지에 침입하여 보물들이 있는 방 안으로 들어간다. 안에 있는 것은 분명히 아크에서 죽었던 섀도가 기억을 잃은 상태로 살아있고, 닥터 에그맨에게 분노심이 꽉찬 E-123 오메가가 있었다. 이들은 의문을 가진채 함께 닥터 에그맨에게 가는데, 불리엣 스테이션에서 가짜 인형 옆에 자신과 똑같은 섀도를 발견한다. 그리고 마침내, 진짜 에그맨이 있는 기지인 에그 필트의 중심부인 파이널 포트리스에서 에그 엠페러를 물리치고, 루즈와 오메가는 섀도가 안드로이드라는 사실을 섀도에게 알리지 않았다.
게임의 목표는 일정 수의 적을 격파하는 것. 난이도는 상급으로 팀 내에서 가장 어렵다.
팀 블래스트는 카오스 인페르노로, 섀도가 카오스 에메랄드의 힘을 이용해 카오스 컨트롤로 주위의 움직임을 모두 멈추게 한 후 루즈가 오메가의 균형을 잡아준 채 오메가가 사방으로 블래스트를 날린다. 그리고 팀 블래스트 게이지가 닳을 때까지 시간이 정지되며, 원하는 때에 다시 팀 블래스트 키를 눌러서 원하는 때에 시간 정지를 풀 수 있다. 시간이 정지됐을 때는 일부 장애물이 열리지 않을 때가 있으므로 조심해야 한다. 팀 배틀 시에는 카오스 컨트롤 효과만 받게 되므로 상대 팀의 움직임을 10초간 멈추게만 한다.

### 팀 로즈
에이미는 어느날 신문에서 소닉이 크림과 치즈의 친구 초코라와 빅의 친구인 개굴이를 납치했다는 기사를 보고 크림, 빅과 함께 소닉을 찾으러 간다. 불리엣 스테이션에서 초코라와 개굴이는 알고 보니 닥터 에그맨에게 납치됐다는 것을 알게 되고, 마침내, 진짜 에그맨이 있는 기지인 에그 필트의 중심부인 파이널 포트리스에서 에그 엠페러를 물리치고 초코라와 개굴이를 되찾고, 에이미는 소닉을 찾는다.
게임의 목표는 일정량 링을 모으는 것. 난이도는 하급으로 가장 쉬운 구성을 가지고 있으나 동시에 속력을 기대하기는 힘들다.
팀 블래스트는 플라워 페스티벌로, 빅이 우산을 빙글빙글 돌리고 그 위에서 에이미와 크림이 구르다가 우산 꼭대기에 서서 사방으로 꽃을 뿌린다. 사방의 적들에게 대미지를 입히고 로즈 팀의 모든 포메이션의 레벨이 1씩 상승하며, 팀 블래스트 게이지가 닳을 때까지 리더가 배리어에 싸여 무적인 데다가 스피드가 상승하고, 공격 1회 방어용인 실드를 준다. 팀 배틀 시에는 상대 팀이 꽃에 휩싸이게 해서 포메이션을 교체할 수 없게 만들어버린다.

### 팀 카오틱스
의뢰가 들어오지 않는 팀 카오틱스는 일을 찾을 궁리를 하다가, 챠미가 들고 온 무선 교신기를 보여주면서, 의뢰가 들어왔다고 말한다. 팀 카오틱스는 행 캐슬에서 "저 수염 아저씨, 혼내줄까?"라는 말에 의뢰인이 화나는 반응을 보고, 팀 카오틱스는 닥터 에그맨임을 짐작하게 된다. 이 짐작은 옳았다! 왜냐하면 파이널 포트리스에서 에그 엠페러를 물리쳤으나, 역시 가짜였고, 의뢰인이 갇힌 감옥을 부수자, 에그맨이 나왔다. 팀 카오틱스는 닥터 에그맨에서 의뢰비를 요구하였고, 닥터 에그맨은 외상을 요구하자, 분노한 카오틱스팀은 의뢰인을 때리기 시작한다.
게임의 목표는 다른 팀들과 달리 의뢰인(닥터 에그맨)의 의뢰를 해결하는 것. 의뢰는 스테이지마다 들키지 않고 도착하기, 링 모으기, 적 발견하기 등 다르다.
팀 블래스트는 카오틱스 리사이틀로, 에스피오의 기타, 챠미의 북 두드리기, 벡터의 초고음(!)으로 주변의 적들을 파괴하는 기술이다. 적들을 파괴함과 동시에 파괴된 적들을 링 5개, 10개, 20개 중 랜덤으로 받으며, 팀 블래스트 게이지가 닳을 때까지 파괴한 모든 적들을 링으로 변환해서 받을 수 있기 때문에 다른 팀에 비해 연속으로 쓸 확률이 매우 높은 팀 블래스트 기술이다. 팀 배틀 시에는 상대팀에게 대미지를 입힘과 동시에 그 음감에 휩싸이게 해서 움직임을 둔하게 만든다.

### 라스트 팀 (슈퍼 소닉 팀)
이로써 파이널 포트리스로 모두 모인 히어로들은 갑자기 이상한 기운을 느꼈다. 에그맨이 나와서 확인해보니 메탈 소닉인 것이었다. 메탈 소닉은 여기 있는 모든 히어로의 기술을 복제했다며 이제 새로운 기계 제국이 탄생한다고 말했다. 카오스 에메랄드로 슈퍼 소닉으로 변신하기 위해 메탈 매드니스를 공격하고, 마침내 메탈 오버로드로 변신한 메탈 소닉은 슈퍼 소닉과 테일즈, 너클즈의 공격을 받고 쓰러진다. 쓰러진 메탈 매드니스는 원래의 메탈 소닉으로 변신하면서 소닉에게 "난 왜 너희를 이길수 없는 거냐?"라고 묻는다. 그러자, 소닉은 "우리가 바로 소닉 히어로즈이기 때문이지!"라고 대답한다.

### 소닉 어드벤처 1,2와의 연관성
팀 소닉과 팀 다크가 대결을 할 때 팀 소닉의 테일즈가 섀도우에게 그 때 기억 안나냐고 말하였다. 그리고 파이널 포트리스 도중에 팀 카오틱스,팀 다크를 제외한 모든 팀이 소닉 어드벤처 1에서 나왔던 에그 캐리어에 대해 잠깐 언급하며, 팀 다크의 경우 에그 플리트 스타트시점 즈음 "우주"와 관련한 소닉 어드벤처 2 와 관련된 실마리를 남긴다. 그러므로 소닉 히어로즈는 소닉 어드벤처 시리즈의 속편이다.

## 게임 플레이
다른 소닉 시리즈와 다른 두드러진 특징은 팀을 도입한 것이다. 팀원을 구분하자면 스피드 타입과 플라이 타입, 파워 타입 세 가지로 구분된다.

### 스피드 타입
주로, 스피드 위주의 액션을 할 수 있으며, 유도성이 강한 호밍 어택과 오르막길을 걸을 수 있는 팀 엑셀을 할 수 있다. 공격은 (소닉 팀인 경우) 블루 토네이도, (다크 팀인 경우) 다크 토네이도, (카오틱스 팀인 경우) 화이트 토네이도. (로즈 팀인 경우)로즈 토네이도가 가능하다.

### 플라이 타입
다른 타입들은 갈 수 없는 멀리 위에 있는 아이템 또는 길로 갈 수 있다. 날아서 다른 동료를 보내 공격하여 로봇을 멈추거나 파괴할 수 있는 썬더 슛이 있다.

### 파워 타입
다른 타입들은 부술 수 없는 장애물이나 파괴할 수 없는 로봇 등을 부술 수 있다. 다른 동료들을 볼상태로 만들어 공격한다.

## 스테이지
- Sea Gate[8]
- Seaside Hill
- Ocean Palace
- Grand Metropolis
- Power Plant
- Casino Park
- Bingo Highway
- Rail Canyon
- Bullet Station
- Frog Forest
- Lost Jungle
- Hang Castle
- Mistic Mansion
- Egg Fleet
- Final Fotress

## 기타 및 특전

### 스페셜 스테이지
오션 팰리스, 파워 플랜트, 빙고 하이웨이, 불리엣 스테이션, 로스트 정글, 미스틱 맨션, 파이널 포트리스에서 키를 얻고 대미지를 입지 않고 목숨이 줄어들지 않은 채로 클리어하면 카오스 에메랄드를 모을 수 있는 스페셜 스테이지를 플레이 할 수 있다. 장애물을 피하면서 풍선을 얻어 이동하면 카오스 에메랄드를 얻게 된다. 모든 카오스 에메랄드와 모든 네 팀의 스토리를 클리어하면 라스트가 열린다.

### 특전
20개씩 엠블럼이 채워지면 그만큼 멀티플레이 게임 종목이 늘어난다. 또한 플레이스테이션2, XBOX, 게임큐브에서는 소닉 메가 컬렉션과 소닉 젬즈 컬렉션(XBOX용 미발매)에 보유하고 있는 세이브와 연동하면 특정 게임들이 해금하는 기능을 갖추고 있다.

### 평가
소닉들의 팀워크를 강조한 면은 호평을 받았고, 스피드 또한 소닉 어드벤처 2보다는 덜하지만 상당히 괜찮았기에 재미있는 편이다. 비판을 받는 부분은 포메이션 시스템. 상황에 따라 포메이션을 바꿔야 하기에 난이도가 상당히 올라갔다. 또한 낙사 구간이 늘어난 것도 비판점으로 뽑힌다.